# میلیون‌ها دلار بروستر
میلیون‌ها دلار بروستر (انگلیسی: Brewster's Millions) یک فیلم گمشده کمدی به کارگردانی جوزف هنابری است که در سال ۱۹۲۱ منتشر شد.

## گزیدهٔ بازیگران
- راسکو آرباکل
- بتی راس کلارک
- فرد هانتلی
- ماریان اسکینر
- جیمز کوریگان
- جین آکر
- چارلز استانتون اوگل
- نیلی ادواردز
- ویلیام بوید